# Сім'явивідна протока
Сім'явивідна протока (лат. ductus deferens) (сім'явиносна протока) — парний порожнистий орган у самців (переважно у представників хребетних), що є продовженням придатку яєчка.

## Анатомічна будова
Сім'явивідна протока є продовженням каналу придатка яєчка, відрізняється від останнього товстішою стінкою. Підіймаючись доверху крізь поверхневе пахвинне кільце, у складі сім'яного канатика проходить пахвинним каналом, з якого виходить крізь глибоке пахвинне кільце. Далі позаочеревинно прямує вниз та дозаду по бічній стінці тазу до дна сечового міхура та передміхурової залози. В нижньому своєму відділі протока помітно розширюється, формуючи ампулу сім'явивідної протоки. Стінка ампули протоки має вип'ячування, що звуться дивертикулами ампули. Кінцевий відділ ампули сім'явивідної протоки звужується і, об'єднуючись з вивідною протокою сім'яних пухирців, переходить в сім'явикидну протоку (лат. ductus ejaculatorius).
Загальна довжина сім'явивідної протоки становить 40-45 см, середній її діаметр 2,5 мм, діаметр просвіту 0,2-0,5 мм.
Стінка протоки складається з трьох шарів:
- зовнішня фіброзна оболонка (представлена сполучною тканиною);
- середній м'язовий (представлений зовнішнім та внутрішнім шарами поздовжніх та середнім шаром циркулярних волокон гладенької мускулатури);
- внутрішній слизовий шар (вистіланий одношаровим багаторядним стовпчатим епітелієм).[1][2]

## Функція
Під час еякуляції відбувається рефлекторне скорочення гладкої мускулатури сім'явивідної протоки, чим досягається вивід сперми від яєчка до уретри. Також до еякуляту додаються секреторні виділення із додаткових статевих залоз, таких як сім'яні пухирці, передміхурова залоза, бульбоуретральні залози, чим формується основний об'єм сперми.
З метою радикальної контрацепції практикується перев'язка або видалення фрагмента сім'явивідних проток — так звана вазектомія.

## Кровопостачання
Сім'явивідна протока кровопостачається артерією, що її супроводить — артерією сім'явивідної протоки.

## Ембріогенез
Наприкінці 2-го місяця внутрішньоутробного розвитку, у зародка формується тазова нирка. В цей період вивідний канал первинної нирки розщеплюється на вольфову та мюллерову протоки. Під дією чоловічих статевих гормонів, що виділяються ембріональними яєчками, стимулюється розвиток вольфової протоки. Верхній її відділ з'єднується з сім'яними канальцями яєчка та формує сім'явивідні канальці, мережу яєчка та канал придатка яєчка; середня частина вольфової протоки перетворюється на сім'явивідну протоку; нижній відділ ампулоподібно розширюється й утворює випинання, з котрого формується сім'яний пухирець.

## Патологія
Діферентіт — запалення сім'явивідної протоки.
Часткове або повне порушення прохідності сім'явивідної протоки, може бути набутою або вродженою вадою, здатне знижувати чоловічу фертильність та бути причиною чоловічої безплідності. Однією з вроджених вад є відсутність (агенезія) сім'явивідної протоки.